# Australomisidia cruentata
Espèce
Synonymes
- Xysticus cruentatus L. Koch, 1874
- Xysticus bilimbatus L. Koch, 1875

Australomisidia cruentata est une espèce d'araignées aranéomorphes de la famille des Thomisidae.

## Distribution
Cette espèce est endémique d'Australie. Elle se rencontre en Australie-Méridionale, au Victoria, en Nouvelle-Galles du Sud et au Queensland.

## Publication originale
- L. Koch, 1874 : Die Arachniden Australiens. Nürnberg, vol. 1, p. 473-576 (texte intégral).